# Tample (przystanek kolejowy)
Tample – przystanek kolejowy w miejscowości Tample, w kraju libereckim, w Czechach. Znajduje się na wysokości 395 m n.p.m..
Jest zarządzany przez Správę železnic. Na przystanku nie ma możliwości zakupu biletów, a obsługa podróżnych odbywa się w pociągu.

## Linie kolejowe
- 040 Chlumec nad Cidlinou - Trutnov